# Halysidota antipholella
Halysidota antipholella là một loài bướm đêm thuộc phân họ Arctiinae, họ Erebidae.